# Чакона (танець)
Чакона (іспан. Chacona, італ. Ciaccona, франц. Chaconne) — спочатку народний танець, відомий в Іспанії з кін. XVI століття; є дані про його американське (мексиканське, індіанське, мулатське) походження.
Чакона — музична форма варіації з басовою темою, яка повторюється.
Розмір тридольний, темп живий; характер, згідно описам Мігеля де Сервантеса (новела «La ulistre Fregona», опубл. 1610), та ін., був шаленим і диким; виконувалася чакона в супроводі співу та гри на кастаньєтах. Збереглось багато записів для лютні і гітари що свідчать про швидке поширення чакони в Європі, де вона видозмінилася: стала повільним плавним танцем зосереджено-величавого характеру з ліричним відтінком, частіше в мінорі, в тридольному розмірі з акцентом на 2-й долі. 

## Історія
В Італії чакона, зближаючись з пасакалією, збагачується варіаційним розвитком на основі basso ostinato. У Франції чакона стає балетним танцем: Ж. Б. Люллі вставляє її як заключний номер в фінал сценічного твору, що залишається традицією (див., наприклад, музику з опери «Королева фей» Г. Перселла) аж до епохи К. В. Глюка ( «Орфей і Еврідіка», «Іфігенія в Авліді»). 
Згодом назва «чакони» стала застосовуватися до інструментальних нетанцювальних творів, як самостійних або зі вступною п'єсою, так і  тих які входили в партиту, сюїту.
В історії чакони велику роль зіграли майстри клавірної та органної музики В. Бір, Дж. Фрескобальді, Й. Пахельбель, Д. Букстегуде. 
Чакона нерідко згадується з близькою, але більш ліричною сарабандою, а також. У багатьох випадках композитори не робили різницю між чаконою і пасакалією. У Франції обидві назви використовувалися для позначення творів типу куплетних рондо, де остинатність присутня в проведеннях рефрену. Теми в чаконі невеликі (4- або 8- тактні), з ясною танцювально-метричною організацією. На відміну від пасакалії чакона являє собою варіації швидше на гармонічну послідовність з чітким басом, ніж на остинатний бас. В цілому Чакона простіше пасакалії, менше застосування в ній знаходить поліфонія, варіювання носить орнаментальний характер, причому часто (але не обов'язково) орнаментується бас (наприклад, в Чаконі з 21 варіацією G-dur для клавіру Генделя). Оскільки теми зазвичай гармонічно розімкнуті, проведення легко зливаються, і варіації гуртуються або за способом обробки матеріалу, або по фактурним і тональним ознаками. 
Порівняно з пасакалією чакона — жанр більш камерний, але володіє більшим потенціалом для розвитку. Неперевершений зразок Чакони — фінал партити № 2 для скрипки соло Й. С. Баха, що відрізняється великою глибиною і трагічною силою. Існують численні фортепіанні транскрипції цієї чакони (Й. Брамса — для лівої руки; Ф. Бузоні) і її оркестрове перекладання (Н. Г. Рахліна, С. П. Горчакова, Б. П. Рівіліса).
У XIX ст. композитори до чакони майже не звертаються; деякі риси її втілені в таких глибоких творах як 32 варіації c-moll для фортепіано Бетховена, фінал симфонії № 4 Брамса. 
Композитори XX ст., звертаються до жанру чакони порівняно рідко: М. Регер (Чакона для скрипки соло, 1909–12), Ф. Бузоні (Токката: прелюдія, фантазія, чакона для фортепіано 1921), Е. Кшенек (токата і чакона для фортепіано, 1922), Б. Барток (соната для скрипки соло, 1943–44, 1-ша частина), Р. К. Щедрін (Чакона в чотиридольному розмірі з «Полифонической тетради» для фортепіано, 1972), латвійський композитор П. Г. Плакідіс (фінальна Чакона в дводольному розмірі з «Музики для фортепіано, струнного оркестру і литавр», 1972). 
Чакона практично перестала відрізнятися від пасакалії (3-тя частина фортепіанного тріо М. Равеля, деякі твори П. Гіндеміта); кордони уявлення про чакону в сучасній музиці майже невизначені.

## Чакона в літературі
В письменника А.Крима є повість "Чакона"  (1986)

Анна Ахматова двічі згадує чакону з другої партити для скрипки Баха:
В вірші «Сон»:
А мне в ту ночь приснился твой приезд
Он был во всем... И в баховской Чаконе,
И в розах, что напрасно расцвели...
Анна Ахматова
В «Поэме без героя»:
Полно мне леденеть от страха,
Лучше кликну Чакону Баха.
А за ней войдет человек...
Он не станет мне милым мужем,
Но мы с ним такое заслужим,
Что смутится Двадцатый Век.
Анна Ахматова